# La Machuca
La Machuca är en ort i Mexiko.   Den ligger i kommunen Celaya och delstaten Guanajuato, i den centrala delen av landet, 210 km nordväst om huvudstaden Mexico City. La Machuca ligger 1 758 meter över havet och antalet invånare är 524.
Terrängen runt La Machuca är kuperad söderut, men norrut är den platt. Runt La Machuca är det tätbefolkat, med 849 invånare per kvadratkilometer. Närmaste större samhälle är Celaya, 9,1 km nordväst om La Machuca. Trakten runt La Machuca består till största delen av jordbruksmark.